# Bódis Irén
Bódis Irén (Bácsalmás, 1929. szeptember 19. – Pécs, 2015. szeptember 26.) Aase-díjas magyar színésznő, a Pécsi Nemzeti Színház örökös tagja.

## Életpályája
A Színház- és Filmművészeti Főiskolán diplomázott 1953-ban, már ekkor foglalkozott a filmezéssel. 1953-tól egészen 1985-ös nyugdíjbavonulásáig a Pécsi Nemzeti Színháznak volt a tagja. A Pécsi Harmadik Színházban is játszott szerepeket. Két leánya és öt unokája született, akik Pécsett élnek. A művésznőről 1985-ben a Magyar Televízió Pécsi Körzeti Stúdiója készített portréfilmet Irénke címmel (szerkesztő-riporter: Hárságyi Margit, operatőr: Háda Sándor, rendezte: Radó Gyula). 
Bódis Irént a Pécsi Nemzeti Színház a saját halottjának tekintette, és a Pécsi Központ Temetőben helyezték örök nyugalomra 2015. október 29-én.

## Színházi szerepei
- Pék Mária (Fejes Endre: Rozsdatemető)
- Etelka (Szigligeti Ede: Fenn az ernyő, nincsen kas)
- Anna (Makszim Gorkij: Éjjeli menedékhely)
- Vénasszony (Spiró György: Csirkefej)
- Sztyepanida (Makszim Gorkij: Kispolgárok)
- Hanna (Zapolska: Dulszka asszony erkölcse)
- Zsuzsi (Kodolányi János: Végrendelet)
- Kántorkisasszony (Bródy Sándor: A tanítónő)
- Boszorkány (William Shakespeare: Macbeth)
- Karvezető (Euripidész: Médeia)
- Borcsa (Móricz Zsigmond: Nem élhetek muzsikaszó nélkül)
- Anci (Csizmarek: Bújócska)
- Szolgáló (Szophoklész: Antigoné)
- Rózsáné (Karinthy Ferenc: Ezer év)
- Adél anyja (Molnár Ferenc: Üvegcipő)
- Erna (Werner Schwab: Elnöknők)
- Anya (Spiró György: Szappanopera).

## Főbb filmszerepei
- Virágvasárnap (1969)
- Jelenidő (1972)
- Tűzoltó utca 25. (1973)
- Krebsz, az isten (magyar vígjáték, 1969)
- Egy kis hely a nap alatt (magyar játékfilm, 1973)
- A törökfejes kopja (1973)
- Holnap lesz fácán (1974)
- Budapesti mesék (1976)
- Vakáció a halott utcában (1979)
- Ballagás (1980)
- Gyümölcsoltó boldogasszony (1980)
- Dögkeselyű (1982)
- Két választás Magyarországon (1987)
- Valahol Magyarországon (magyar filmdráma, 1987)
- Titánia, Titánia, avagy a dublőrök éjszakája (1988)
- A halálraítélt (1989)
- Édes Emma, drága Böbe (1991)
- Szomszédok (1991–1992)
- Az álommenedzser (magyar játékfilm, 1992)
- A világ legkisebb alapítványa (1997)
- A Szórád-ház (1997)
- Az ajtó (2012)

## Díjak, kitüntetések
- Munka Érdemrend
- SZOT-díj
- A Pécsi Nemzeti Színház örökös tagja
- Pécs Megyei Jogú Város Közgyűlése Kulturális Bizottságának Emléklapja
- Aase-díj (2001)[4]